# Valea Florilor, Cluj
Valea Florilor este un sat în comuna Ploscoș din județul Cluj, Transilvania, România.

## Istoric
Următoarele obiective din satul Valea Florilor au fost înscrise pe lista monumentelor istorice din județul Cluj, elaborată de Ministerul Culturii și Patrimoniului Național din România în anul 2010:
- Tumulii[2] preistorici și situl arheologic din punctul “La nord de sat” (cod LMI CJ-I-s-A-07225).
- Urmele unei arhaice exploatări de sare (epoca fierului Latène) (cod LMI CJ-I-s-A-07224).

## Date geologice
Masivul de sare de la Valea Florilor, de formă ovalizată, apare foarte aproape de suprafață, uneori la abea 0,5 m adâncime, în luncile Văilor Bogomirii (Călmanilor) și Lupului. Sarea gemă străpunge stratele acoperitoare tortonian-sarmațiene, în sâmburele anticlinalului diapir Cojocna-Valea Florilor. Diapirul de sare, lung de 2 km și lat de 0,1-0,5 km, este acoperit de strate subțiri argilo-marnoase. Grosimea masivului este apreciată la cca 0,7 km. 
Cu ocazia construcțiilor de cale ferată la Valea Florilor s-au găsit mai multe obiecte vechi în puțuri rotunde, dintre care unele ar putea data din epoca bronzului. Datarea Carbon-14 a unui obiect din lemn de la Valea Florilor permite incadrarea lui în perioada 1420-990 î.e.n. și astfel dovedește o exploatare a depozitelor de sare în perioada bronzului târziu. 
Sarea a fost exploatată la suprafață (prin mici cariere) și de către romani.
Pe teritoriul acestei localități se găsesc izvoare sărate, saramura fiind întrebuințată din vechi timpuri de către localnici.

## Galerie de imagini

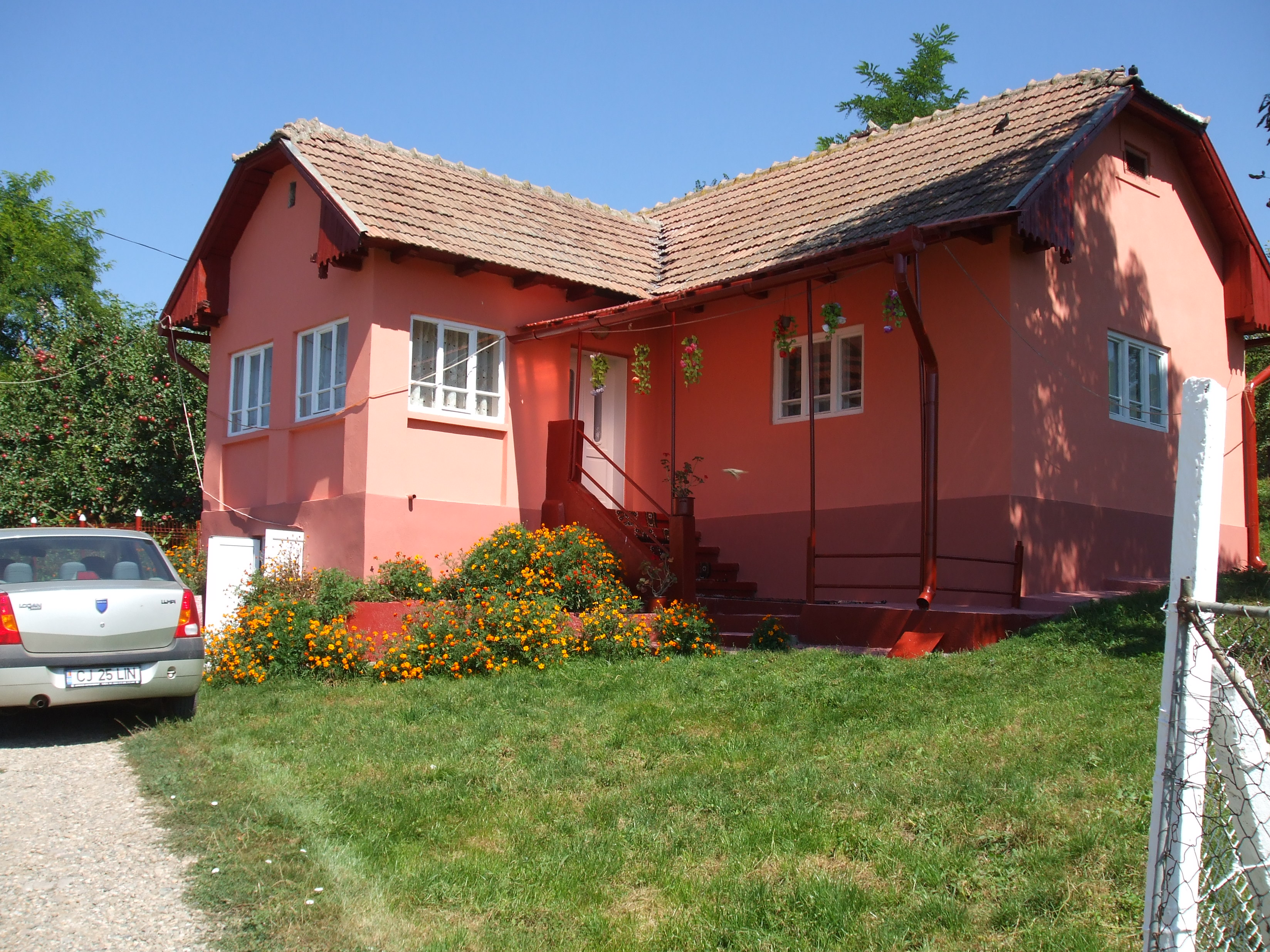
Valea Florilor (casă țărănească interbelică)
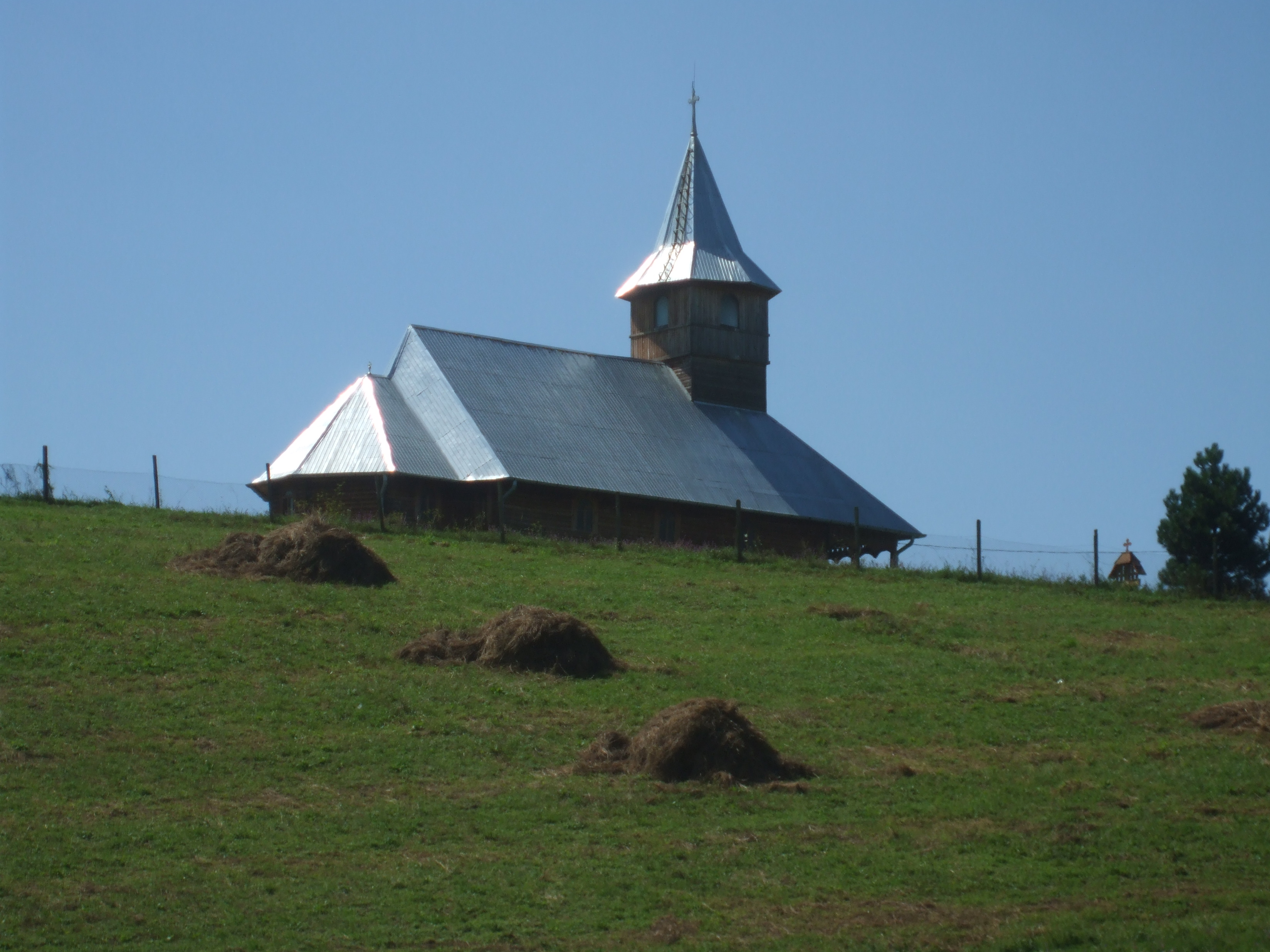
Biserica de lemn din Valea Florilor
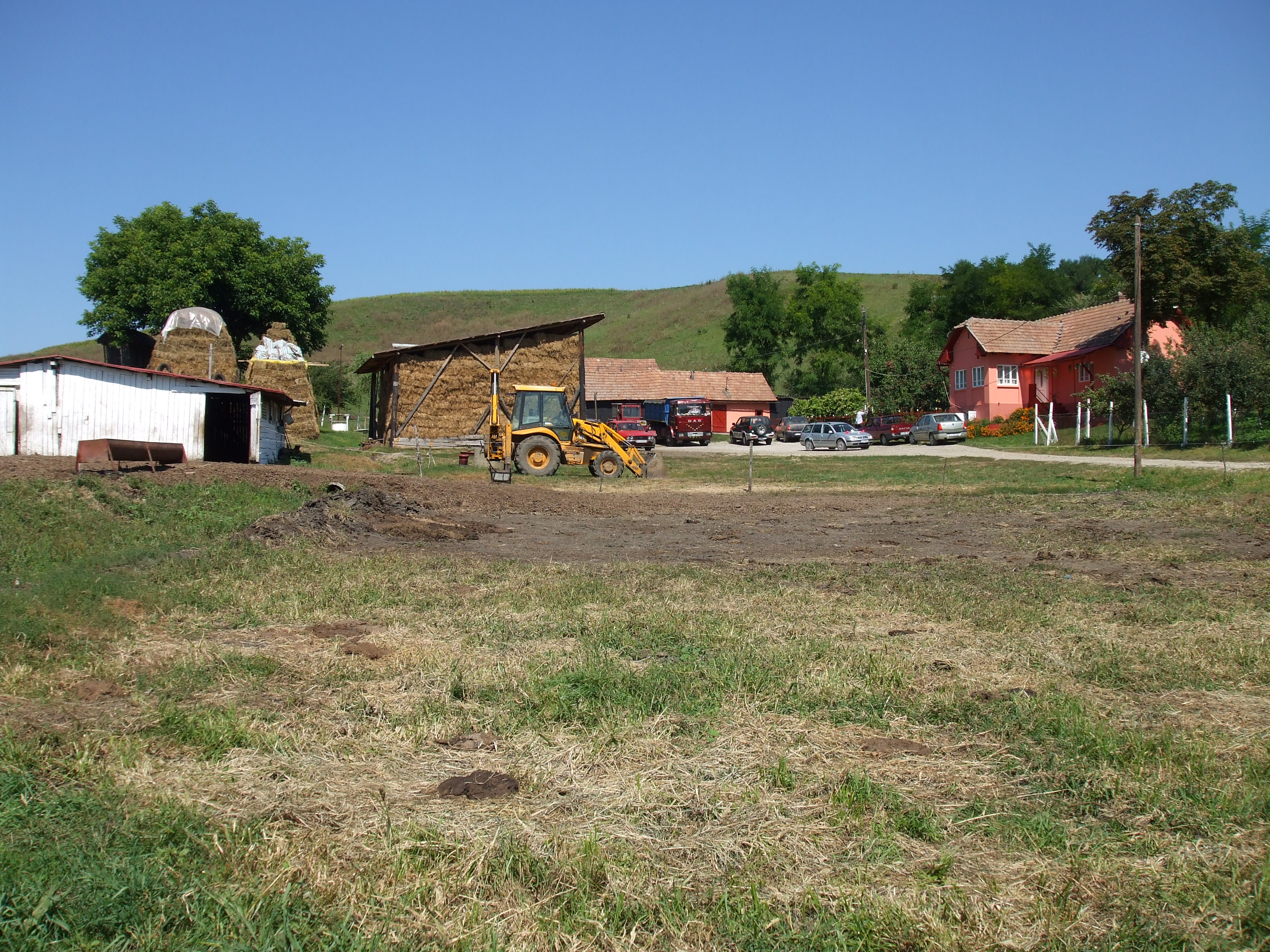
Fermă zootehnică